# اندازه کاغذ

کشورهای آبی رنگ: کاغذ آ۴ کشورهای سرخ رنگ: یو اس لتر

اندازهٔ کاغذ بر پایه معیارهای استاندارد ایزو (شامل A4, B3, C4 و غیره) تعریف شده‌است. اندازه‌های ویژی مختلف برای پاکت‌های پست، اوراق قانونی و مدارک دیگر به کار می‌روند.